# Liste der Erzbischöfe von Bourges
Die folgenden Personen waren Bischöfe und Erzbischöfe des Erzbistums Bourges (Frankreich):
- Heiliger Ursinus (251–280)
- Heiliger Senecianus (französisch Senetien, 280–296)
- Heiliger Oethere (296–307)
- Heiliger Thecret (307–330)
- Heiliger Marcel (330–337)
- Viateur (337–354)
- Leothère (354–363)
- Pauper (363–377)
- Heiliger Pallais I. (377–384)
- Villice (384–412)
- Avit (412–431)
- Léon (453–461)
- Heiliger Pallais II. (448–462)
- Euloge (462–469)
- Heiliger Simplice (469–470)
- Heiliger Tétrade (494–506)
- Rorice (512–?)
- Siagre (?-?)
- Humat (?-?)
- Heiliger Honorat I. (533–535)
- Honoré II. (535–537)
- Heiliger Arcade (537–538)
- Heiliger Désiré (538–552)
- Heiliger Probianus (französisch Probien, 552–559)
- Heiliger Félix (560–573)
- Heiliger Rémy (573–581)
- Heiliger Sulpicius I. von Bourges, der Strenge (584–591)
- Heiliger Eustase (584–591)
- Heiliger Apollinaire (591–597)
- Heiliger Outrille (612–624)
- Heiliger Sulpicius II. von Bourges, der Fromme (624–647)
- Heiliger Florent (647–660)
- Adon (662–680)
- Agosène (682–683)
- Roch (696–736)
- Sigin (736–761)
- Landoaire (761–764)
- Dédoat (764–780)
- Ségolène (780–785)
- Heiliger David (785–815)
- Bertholan (815–827)
- Ermenare (827–835)
- Heiliger Stephan I. (?–?)
- Ermembert (?–785)
- Ebroin (785–810)
- Heiliger Stephan II. (?–?)
- Heiliger Août (um 829–839)
- Heiliger Raoul de Turenne (839–866)
- Vulfade (866–876)
- Frotaire (876–890)
- Adace (890–900)
- Madalbert (900–910)
- Géronce de Déols (910–948), Erzkanzler
- Laune de Déols (948–955)
- Richard I. de Blois (955-† 969) (Haus Blois)
- Hugues de Blois (969-† 17. Dezember 985 oder 2. Januar 986 (n. St.)) (Haus Blois)
- Dagbert (987–1013)
- Gauzlin (1013–1030), unehelicher Sohn Hugo Capets
- Aymon de Bourbon (1030–1070)
- Richard II. (1071–1093)
- Audebert de Montmorillon (1093–1097) (siehe Haus Périgord)
- Léger (1099–1120)
- Vulgrin (1120–1137)
- Alberich von Reims oder Aubry (1137–1141)
- Pierre de La Châtre (1141–1171)
- Étienne de la Chapelle (1171–1173) (Le Riche)
- Guarin de Gallardon (1174–1180)
- Henri de Sully (1183–1200)
- Heiliger Wilhelm (Guillaume du Donjean) (1200–1209)
- Girard de Cros (1209–1218)
- Simon de Sully (1218–1232)
- Seliger Philippe Berruyer (1232–1260)
- Johann de Sully (1260–1271)
- Guy de Sully (1276–1280)
- Simon de Beaulieu (1281–1294)
- Ägidius von Rom (1295–1316)
- Renault de la Porte (1316–1320)
- Guillaume de Brosse (1321–1331) (Haus Brosse)
- Foucaud de Rochechouard (1331–1343)
- Seliger Roger le Fort (1343–1367)
- Pierre d’Estaing (1367–1370)
- Pierre de Cros (1370–1374)
- Bertrand de Chenac (1374–1386)
- Jean de Rochechouard (1386–1390)
- Pierre Aimery (1391–1409)
- Guillaume de Boisratier (1409–1421)
- Henry d’Avangour (1421–1446)
- Jean Coeur (1446–1483)
- Pierre Cadoüet (1483–1492)
- Guillaume de Cambray (1492–1505)
- Michel de Buci (1505–1512)
- André Forman (1513–1514)
- Antoine Kardinal Bohier Du Prat (1515–1519)
- François de Bueil (1520–1525)
- François Kardinal de Tournon (1526–1536)
- Jacques Leroy (1537–1572)
- Antoine Vialart (1572–1576)
- Renaud de Beaune (1581–1602)
- André Frémiot (1602–1621)
- Roland Hébert (1622–1638)
- Pierre d’Hardivilliers (1639–1649)
- Anne de Lévis de Ventadour (1649–1662) (Haus Lévis)
- Jean de Montpezat de Carbon (1663–1674) (auch Erzbischof von Sens)
- Michel Poncet de la Rivière (1675–1677)
- Michel Phélypeaux de la Vrillière (1677–1694)
- Léon Potier des Gesvres (1694–1729)
- Frédéric-Jérôme Kardinal de la Rochefoucauld de Roye (1729–1757)
- Georges-Louis Phélypeaux d’Herbault (1757–1787)
- François de Fontanges (1787–1788) (auch Erzbischof von Toulouse)
- Jean-Auguste de Chastenet de Puységur (1788–1802)
- Marie-Charles-Isidore de Mercy (1802–1811)
  - Étienne André François de Paule Fallot de Beaumont de Beaupré (1813–1815)
- Etienne Jean-Baptiste de Gallois de la Tour (1817–1820)
- Jean-Marie Cliquet de Fontenay (1820–1824)
- Guillaume-Aubin de Villèle (1824–1841)
- Jacques-Marie-Antoine-Célestin Kardinal du Pont (1842–1859)
- Alexis-Basile-Alexandre Menjaud (1859–1861)
- Charles-Amable de la Tour d’Auvergne Lauraguais (1861–1879)
- Jean-Joseph Marchal (1880–1892)
- Jean-Pierre Kardinal Boyer (1893–1896)
- Pierre-Paul Servonnet (1897–1909)
- Louis-Ernest Dubois (1909–1916)
- Martin-Jérôme Izart (1916–1934)
- Louis-Joseph Fillon (1934–1943)
- Joseph-Charles Kardinal Lefèbvre (1943–1969)
- Paul Vignancour (1969–1984)
- Pierre Plateau (1984–2000)
- Hubert Barbier (2000–2007)
- Armand Maillard (2007–2018)
- Jérôme Beau (2018–2025, dann Erzbischof von Poitiers)
  - Sedisvakanz seit 14. Januar 2025